# Olga Jegunova
Olga Jegunova (Šiauliai, Lituania, 25 de mayo de 1984) es una pianista letona, nacida en Lituania, quien presentó el Concurso Internacional Chaikovski en 2015.
Una de sus más aclamadas representaciones es la que tuvo lugar en el Festival Internacional de Edimburgo en 2013.